# Clavulina decipiens
Clavulina decipiens är en svampart som beskrevs av Corner 1950. Clavulina decipiens ingår i släktet Clavulina och familjen Clavulinaceae.   Inga underarter finns listade i Catalogue of Life.